# Miasto cudów (film)
Miasto cudów (ang. The Gaucho) – amerykański niemy film przygodowy z 1927 roku w reżyserii F. Richarda Jonesa do scenariusza Douglasa Fairbanksa, który był producentem i wystąpił w roli głównej. Przedostatni niemy film Fairbanksa.

## Fabuła
W XIX-wiecznej Argentynie pewnej dziewczynie, która spadła ze stoku podczas ratowania owiec, objawia się Maryja Dziewica. Jednak zaskakująco nic się jej nie stało, a jej pobratymcy dostrzegają w formacji skalnej Maryję Dziewicę. Miejsce okazuje się mieć uzdrawiające moce i zostaje zbudowana tam świątynia. Dziesięć lat później obecnie dorosła dziewczyna zostaje powierniczką świątyni, wokół której powstało całe miasto, bogate w złoto podarowane od czcicieli z całej Argentyny. Ze względu na swój charakter nazwane jest Miastem Cudów. Niedługo miasto zajmują żołnierze okrutnego wojskowego Ruiza. W jego imieniu konfiskują złoto, dotychczas przekazywane najuboższym, i zamykają świątynię, a każdy sprzeciw jest bezwzględnie karany.
Tymczasem na północy kraju niecny przywódca grupy bandytów – Gaucho wykorzystuje andyjską wioskę jako swoją bazę. Mieszkańcy uciekają w popłochu oprócz górskiej dziewczyny zakochanej w łotrze. Gaucho nie ma złych zamiarów wobec mieszkańców, a także odwzajemnia uczucia górskiej dziewczyny, która z zazdrości strzeże go przed innymi kobietami. Kolejny cel Gaucha to złoto Miasta Cudów i pod dotarciu tam bandyci brawurowo zdobywają miasto, lecz Gaucho każe zająć bogactwa świątyni pokojowo. Mający neutralny stosunek do religii wyznaje, że wszystko osiąga bez modlitw, jednak zaprasza na wieczerzę Padre, uczciwego księdza opiekującego się świątynią. Również zaprasza intrygującą go powierniczkę świątyni, czym sprowadza na siebie złość górskiej dziewczyny.
Ruiz dowiaduje się o przejęciu Miasta Cudów przez Gaucha i chce osobiście się tam udać, by zrobić porządek z bandytami. Gaucho nakazuje amnestię dla więźniów, by Padre mógł ich uczciwie osądzić. Odkrywa, że więźniowie to wspierani przez świątynię najubożsi, niesłusznie wtrąceni przez wojsko Ruiza. Wśród osadzonych był żebrak chorujący na tzw. Czarną Zagładę, odmawiający korzystania z cudownych właściwości świątyni. Gaucho sugeruje żebrakowi samobójstwo, czym szokuje Padre. Gaucho nie wie, że jego porucznik spiskuje z zastępcą Ruiza w zamian za nagrodę i każe stacjonować nieświadomym bandytom w przełęczy Cañón Diablo. Po wieczerzy Gaucho odwiedza powierniczkę świątyni na osobności i oszałamia go jej aura.
Górska dziewczyna sądząc, że powierniczka to kochanka Gaucha, atakuje ją zabić nożem, jedynie raniąc interweniującego Gaucha. W pokoju powierniczki jest żebrak i w zemście za okrutne słowa Gaucha dotyka zranioną rękę i go zaraża. Usatysfakcjonowany odchodzi, więc Gaucho decyduje opuścić Miasto Cudów żegnając się z ukochaną. Jego śladem podąża powierniczka świątyni, która obiecuje go uleczyć, jeśli ten będzie miał w sobie wiarę. Oboje udają się do świątyni. Górska dziewczyna ucieka ze swego aresztu i w tym samym czasie Ruiz ze swą armią dociera Miasta Cudów. Dziewczyna podsłuchuje Ruiza planującego schwytać i osobiście zabić jej ukochanego. Chce ona ratować Gaucha, lecz zmienia zdanie widząc go ponownie z powierniczką świątyni i denuncjuje ich żołnierzom.
Pełen wiary Gaucho leczy się z Czarnej Zagłady. Świadkami tego są górska dziewczyna żałująca donosu i żebrak. Gaucho, powierniczka i Padre zostają aresztowani i mają zostać publicznie straceni jako przestroga dla mieszkańców. Górska dziewczyna nie tracąc chwili do stracenia udaje się do Cañón Diablo, gdzie stacjonują ludzie Gaucha. Atakuje w samoobronie porucznika i powiadamia o planach Ruiza. Rankiem bandyci odbywają regularną bitwę z żołnierzami Ruiza. Gaucho dzięki sprytowi uwalnia się z celi i zapędza potężną trzodę bydła w kierunku miasta, która rozwala jego mury. Tym samym uniemożliwia egzekucję powierniczki i Padre. Wykorzystując zamieszanie bandyci wkraczają do miasta i obalają Ruiza. Na widok nawróconego i w pełni uleczonego żebraka w świątyni Gaucho decyduje, by jej drzwi były otwarte dla każdego i zaleca wszystkim życie według zasad Dekalogu. On sam jednoczy się z górską dziewczyną i oboje decydują wziąć ślub.

## Obsada
- Douglas Fairbanks – Gaucho
- Lupe Vélez – górska dziewczyna
- Eve Southern – powierniczka świątyni
  - Joan Barclay – powierniczka świątyni w młodości
- Gustav von Seyffertitz – Ruiz
- Nigel De Brulier – Padre
- Charles Stevens – porucznik Gaucha
- Michaił Wawicz – zastępca Ruiza
- Albert MacQuarrie – żebrak
- Mary Pickford – Maryja Dziewica

## Produkcja

### Rozwój projektu
W 1926 roku matka Mary Pickford i teściowa jej męża Douglasa Fairbanksa – Charlotte Pickford cierpiała na raka piersi i nie chcąc zdecydować się na mastektomię szukała alternatyw metod leczenia i m.in. udała się do Lourdes, by skorzystać z Sanktuarium Matki Bożej słynącej z cudownych uzdrowień. Fairbanks towarzyszący teściowej w podróży miał być świadkiem uzdrowień pielgrzymów i zaintrygował się historią świątyni, a szczególnie jej początkami – osiemnastokrotnym objawieniem się Matki Bożej 14-letniej Bernadecie Soubirous w 1858 toku w grocie Massabielle. Uznał, że lecznicze wody to dobry motyw do jednego z przyszłych filmów. Inspirowany stanem teściowej i holistycznymi uzdrowieniami uznał, że jego następny film będzie miał w sobie więcej głębi.
Fairbanks zawsze chętny przekraczać bariery swego kinowego wizerunku uznał, że jego bohaterem będzie wyjęty spod prawa złoczyńca, który się nawraca i odkupuje swe winy. Zdecydował się również na mroczniejszy film, co odzwierciedlało jego kiepski stan psychiczny spowodowany śmiercią przyrodniego brata Johna w listopadzie 1926 roku i coraz większym alkoholizmem Mary Pickford. Do pracy ponownie zatrudnił stałą ekipę – szwedzkiego reżysera artystycznego Carla Oscara Borga i jego zespół scenografów, scenarzystkę Lottę Woods i jej męża Arthura Woodsa do scenariusza i badań oraz Teda Reeda jako kierownika produkcji. Przybity Fairbanks wkrótce zdał sprawę, że film zrobi się zbyt ponury i na stanowisko reżysera zatrudnił specjalizującego się w komediach F. Richarda Jonesa, który dopiero co opuścił Hal Roach Studios, by zostać wolnym strzelcem. Uważał, że Jones wprowadzi świeżość do jego filmów. Innym nowym pracownikiem był kamerzysta Tony Gaudio znany wcześniejszych produkcji Josepha Schencka i Mary Pickford. Syn Fairbanksa z pierwszego małżeństwa, Douglas Fairbanks Jr. został zatrudniony jako reżyser materiałów do pokazów testowych. Zdecydowano się, że akcja filmu będzie osadzona w Ameryce Południowej. Produkcja na nowo rozpaliła zauroczenie Fairbanksa kulturą łacińską i jego fascynację bronią. Zespół badań natrafił na zapiski Charlesa Darwina z 1831 roku, w którym opisał bolas, broń argentyńskich pasterzy bydła, znanych jako gaucho. Jak Fairbanks powiedział „Los Angeles Record” w kwietniu 1927 roku: „W tej historii nie będzie elementu czasu, który mógł mieć miejsce w dowolnym momencie ostatniego stulecia. Oczywiście będzie kolorowo, pokazując mieszkańców Ameryki Południowej tak, jak o nich myślimy, a nie jacy są (...) Musimy pokazać gauchów w kolorowych kostiumach i romantycznej scenerii”.

### Casting

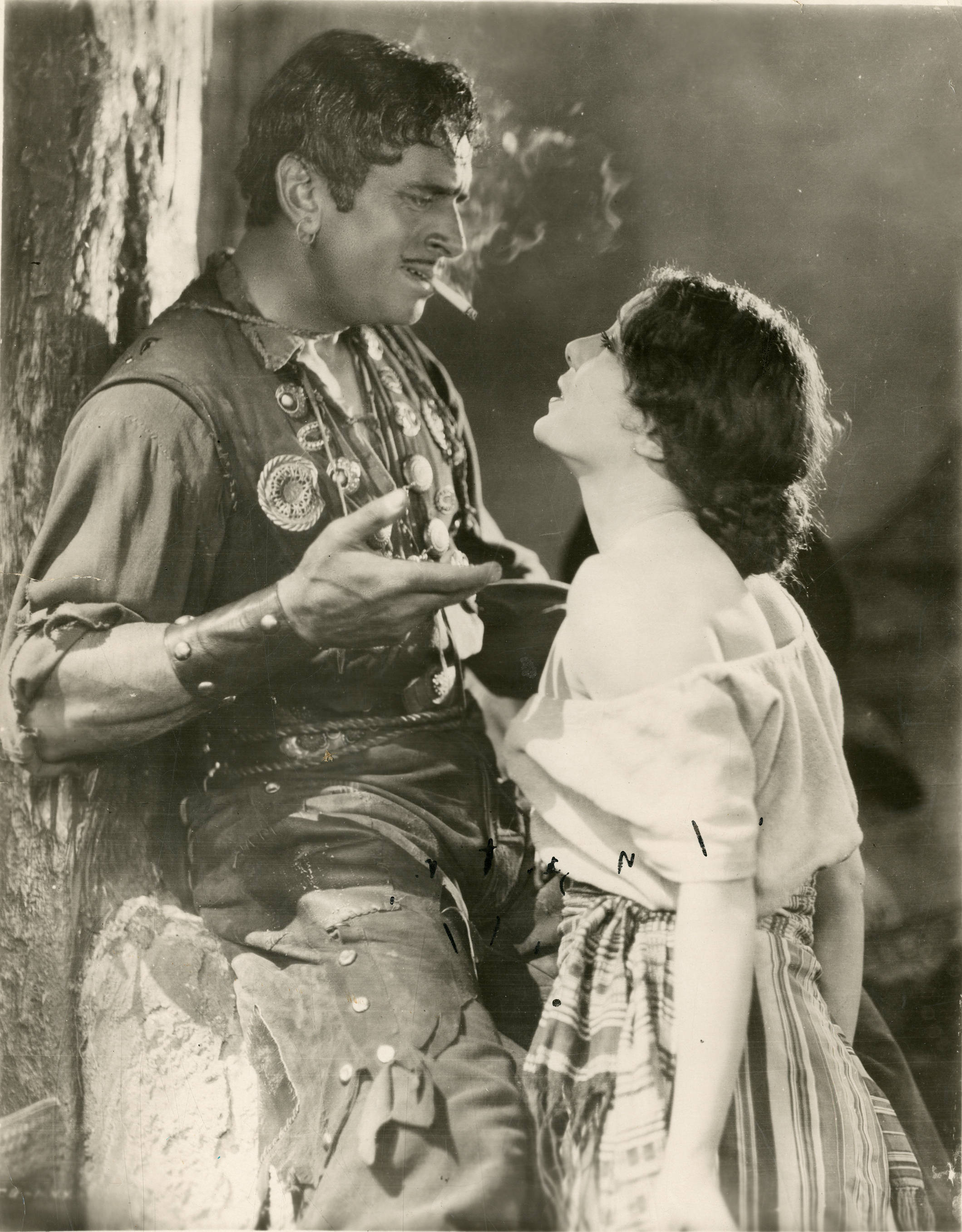
Douglas Fairbanks i Lupe Vélez.

W scenariuszu zostały zawarte dwie przeciwstawne postacie kobiece – frywolną górską dziewczynę i podobną do Matki Bożej powierniczkę świątyni. Do roli tej pierwszej pierwotnie planowano zatrudnić meksykańską aktorkę Dolores del Rio, ostatecznie rola ta przypadła jej 17-letniej rodaczce Lupe Vélez zatrudnionej w Hal Roach Studios. Fairbanks był zdania, że angaż nieznanej aktorski przysłuży się produkcji. Jednak początkowo zastanawiał się czy Vélez nie jest zbyt spokojna do roli. Jego wątpliwości rozwiał żart jednego z pracowników polegający na schowaniu psa rasy chihuahua Vélez. Po odkryciu żartu wściekła Vélez zaatakowała żartownisia, czym przekonała do siebie Fairbanksa. W innych rolach zostali obsadzeni aktorzy znani z innych filmów Fairbanksa – Nigel De Brulier, Gustav von Seyffertitz i Albert MacQuarrie. Powierniczkę świątyni zagrała Eve Southern, a jej nastoletnią wersję Joan Barclay. Dla 12-letniej wówczas Barclay był to debiut aktorski. Jak wspominała: „Gdy miałam 10 lat, moja matka zabrała na film z Fairbanksem Złodziej z Bagdadu [1924]. Moja matka miała przyjaciółkę, która była scenarzystką i powiedziała: »(...) Jeśli zabierzesz Mary do Hollywood, sądzę, że dostaniesz ją w filmach«. Kiedy miałam 12 lat, największa rola jaką miała była produkcja Douglasa Fairbanksa! Spotkałam Fairbanksa i był to dreszcz emocji. Chciał on uczynić mnie wiodącą kobietą, w wieku 12 lat! Grałam wiodącą kobietę jako dziecko w Mieście cudów – lecz człowiek od reklamy powiedział: »Doug, ona sprawi, że będziesz wyglądać jak starzec«”. Wówczas wystąpiła pod nazwiskiem Geraine Greear: „Naprawdę mam na imię Mary Elizabeth, ale zmieniałam je wiele razy, teraz przylgnęłam do Joan i większość moich znajomych nazywa mnie Joan (...) Naprawdę nazywałam się Greear, więc zapytałam, a co z Geraine Greear? Moja mama powiedziała: »Podoba mi się to« i tak się stało”. W roli epizodycznej wystąpiła Mary Pickford jako Maryja Dziewica i był to jej ostatni występ wraz z Najlepszą dziewczyną (1927) w kinie niemym . Fairbanks był zdania, że angaż jego żony jako Matki Bożej, również będącej uznaną gwiazdą filmową, zadowoli jego publikę. Pickford uznała za uroczy komplement.

### Realizacja
W skład zespołu artystów Carla Oscara Borga wchodzili Harry Oliver, Jack Holden, Francesc Cugat, Edward M. Langley i Mario Larrinaga. Założeniem było uniemożliwienie sprecyzowania dokładnego czasu akcji, zaś kostiumy, egzotyczne z punktu widzenia Amerykanów, odzwierciedlały artystyczny zabieg niż realizm. Na zasadzie kontrastu Ruiz i jego żołnierze otrzymali białe ubiory, zaś Gaucho i jego bandyci ciemne, niemal czarne ubiory.
Fairbanks trenował używanie bolas pod okiem dwóch instruktorów Nicka Milesiano i Andresa Rodrigueza.
Tony Gaudio inspirował się niemieckim ekspresjonizmem. Scena objawienia się Matki Bożej ze względu na swój religijny charakter została nakręcona w kolorze, w systemie dwutaśmowym Technicolor.
Roboczy tytuł brzmiał The Gaucho i materiały prasowe sugerowały zmianę na Over the Andes, ze względu na nagłówki „Douglas Fairbanks as »The Gaucho« in Over the Andes”. Ostatecznie roboczy tytuł stał się oficjalnym.

## Odbiór

### Premiera i recenzje

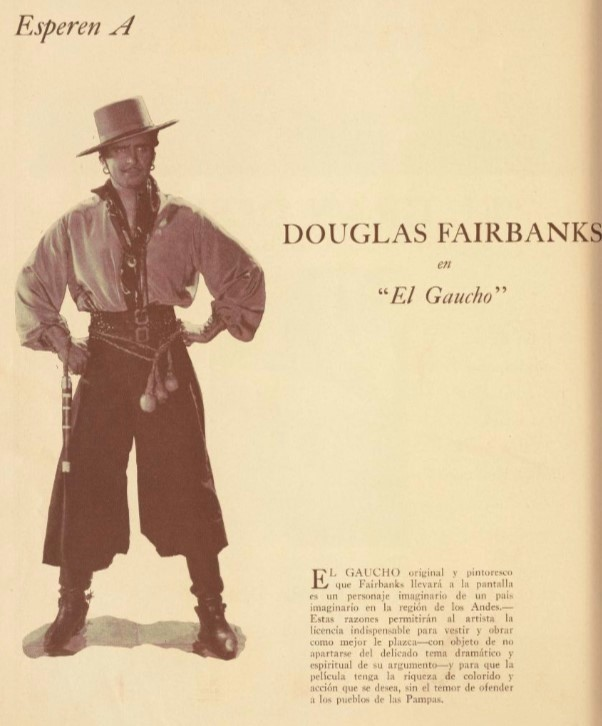
Reklama Miasta cudów z argentyńskiego magazynu Cinelandia (kwiecień 1927).

Miasto cudów miało premierę w Grauman’s Chinese Theatre w Hollywood 4 listopada 1927 roku. Wcześniejsze filmy Fairbanksa były wyświetlane premierowo w Nowym Jorku, aktor zdecydował się na Hollywood ze względu na otwarcie kinoteatru, który współfinansował. Edwin Schallert z „Los Angeles Times” napisał, że film „może spotkać się z aprobatą, ponieważ jest inny i ponieważ ucieleśnia pewne metafizyczne zainteresowania, które są atrakcyjne dla określonego typu odbiorców”. Nowojorska premiera odbyła się w Liberty Theatre w tym samym miesiącu.
Reakcje krytyków były mieszane. Mordaunt Hall w „New York Times” chwalił kaskaderskie popisy Fairbanksa, miejsce akcji i obsadę, ale skrytykował zderzenie mroku i światła w filmie. Magazyn „Motion Picture” odniósł się religijnego aspektu Miasta cudów stwierdzając, że Fairbanks robi to w sposób nienachalny. Robert E. Sherwood na łamach „Life” wyraził rozczarowanie, że Fairbanks wykorzystał religię w jego filmie: „Nie ma miejsca na nic poza Douglasem Fairbanksem – i wszystkimi pięknymi, niedorzecznymi cechami, które reprezentuje Douglas Fairbanks – w filmie Douglasa Fairbanksa”.
Późniejsi badacze zwracają uwagę, że Miasto cudów nie zdobyło na dłuższą metę szerszej publiczności. Szczególnie, że miało premierę miesiąc po Śpiewaku jazzbandu (1927), będącym pierwszym dźwiękowym filmem w historii kina, czym przyćmił nieme Miasto cudów. Dodatkowo późniejsze kopie filmu były całkowicie czarno-białe, gdy oryginalnie film miał barwioną taśmę oraz segmenty w technicolorze, czym obniżyła się jego atrakcyjność. John C. Tibbets i James M. Walsh w swej pracy naukowej Douglas Fairbanks and the American Century (1977) uważają Miasto cudów za jeden z najwcześniejszych z byronowskim stylu heroizmu w amerykańskim kinie.
Historyk filmowy i autor Jeffrey Vance w biografii Douglasa Fairbanksa uznaje Miasto cudów za jeden ze słabszych obrazów filmowca, zwracając uwagę na dziury fabularne i niedopracowaną postać głównego bohatera, a także powtarzające się motywy w poprzednich produkcjach: Znaku Zorro (1920), Robinie z lasu (1922) i Czarnym piracie (1926). Winił fakt, że słaba jakość wynikła z tego, że wówczas Fairbanks otaczał się potakiwaczami i nie miał krytycznego wglądu w swoją pracę. Chwalił jednocześnie atletyczność Fairbanksa, który mimo zbliżenia się do wieku średniego wciąż robi wrażenie swoją kaskaderką. Zaś film mimo wad jest unikalny w filmografii Fairbanksa.

## Dziedzictwo

Myszka Miki i Myszka Minnie w Galopującym Gaucho (1928) odtwarzający podobną scenę w Mieście cudów.

Rok później Miasto cudów zostało sparodiowany jako animowany Galopujący Gaucho Walta Disneya i Uba Iwerksa, drugi film z udziałem Myszki Miki. Jak wspominał po latach Iwerks, w jego interpretacji Miki miał być postacią awanturniczą w stylu tych odgrywanych przez Fairbanksa: „Nigdy nie miał być maminsynkiem, zawsze był postacią żądną przygód. Myślałem o nim w tym kontekście i kazałem mu zrobić coś naturalnego, coś, co zrobiłby Doug Fairbanks”.
Pseudonim drużyn sportowych Uniwersytetu Kalifornijskiego w Santa Barbara to The Gauchos na cześć aktorstwa Fairbanksa w filmie.